# Gardena (przedsiębiorstwo)
Gardena GmbH – niemieckie przedsiębiorstwo zajmujące się produkcją narzędzi ogrodniczych takich jak: zraszacze, pistolety zraszające, węże ogrodowe, sterowniki nawadniania, pompy, kosiarki, nożyce do trawy i żywopłotu, sekatory oraz drobne narzędzia ogrodnicze.
Przedsiębiorstwo zostało założone w 1961 roku w Ulm, w kraju związkowym Badenia-Wirtembergia, w Niemczech przez dwóch biznesmenów Wernera Kressa i Eberharda Kastnera. Na początku działalności przedsiębiorstwo zajmowało się sprzedażą francuskich narzędzi ogrodniczych. Obecnie przedsiębiorstwo obecne jest w ponad 80 krajach Europy i świata.
Od marca 2007 roku przedsiębiorstwo jest własnością szwedzkiego koncernu Husqvarna.